# Rasha Bukvic
Rasha Bukvic ou Radivoje Bukvic, né le 11 novembre 1979 à Sombor (Serbie), est un acteur de cinéma, de télévision et de théâtre serbe, naturalisé français.

## Biographie
Bukvić commence sa carrière d'acteur en 2003, avec un rôle épisodique dans la télésérie Belgrade 011. De 2004 à 2006, il gagne en popularité dans la série télévisée The Dollars Are Coming (Stižu dolari) du réalisateur serbe Sinisa Pavic (sh), jouant le rôle de Danilo Šćepanović, et interprète également un rôle important dans la série My Cousin from the Village. Il joue dans les films américains et français Largo Winch, Coco Chanel et Igor Stravinsky, Die Hard 5, Transporter, 96 Hours et Night Pursuit où il obtient des rôles notables et grâce à eux gagne en popularité en dehors de la Serbie, mais sa plus grande popularité reste en Serbie et sa région, ce qui lui permit d'obtenir le rôle principal dans la série Besa. Bukvic est nommé à la 32e cérémonie des César, pour le Meilleur Espoir Masculin, grâce à son rôle dans La Californie.
Il est marié à Maria Bergam, avec qui il a un fils, Danilo.

## Filmographie

### Cinéma
- 2003 : A Small World (Mali svet) de Milos Radovic : l'assistant de Lekarev
- 2006 : La Californie de Jacques Fieschi : Stephan
- 2008 : Taken de Pierre Morel : Anton
- 2008 : Largo Winch de Jérôme Salle : Goran
- 2009 : Coco Chanel et Igor Stravinsky de Jan Kounen : Dimitri Pavlovitch de Russie
- 2009 : Un chat un chat de Sophie Fillières : Geza
- 2009 : La Femme invisible d'Agathe Teyssier : Jean
- 2011 : Les Bien-aimés de Christophe Honoré : Jaromil jeune
- 2012 : Mains armées de Pierre Jolivet : Goran Ancic
- 2012 : Trois mondes de Catherine Corsini : Adrian
- 2013 : Goodbye Morocco de Nadir Moknèche : Dimitri
- 2013 : Die Hard : Belle journée pour mourir (A Good Day to Die Hard) de John Moore : Alik
- 2013 : La Fleur de l'âge de Nick Quinn : Stjepan Kotnic
- 2014 : Respire de Mélanie Laurent : le père de Charlie
- 2015 : Orage de Fabrice Camoin : Diaz
- 2015 : Night Run (Run All Night) de Jaume Collet-Serra : Victor Grezda
- 2015 : Le Transporteur : Héritage (The Transporter: Refueled) de Camille Delamarre : Arkady Karasov
- 2016 : Un traître idéal (Our Kind of Traitor) de Susanna White : Misha
- 2017 : Povratak de Predrag Jaksic : le gardien des silos
- 2017 : Maryline de Guillaume Gallienne : Jeff
- 2018 : Apsurdni eksperim de Bosko Ilic :
- 2018 : 48 Hours and 1 minute de Michael Thyer : Vukasin Balsic
- 2019 : Ključ de Marko Sopic : le gardien des clés
- 2021 : Déflagrations de Vanya Peirani-Vignes : Igor
- 2022 : Kljuc de Marko Sopic : Nenad
- 2022 : Trag divljaci de Nenad Pavlovic : le yougoslave
- 2023 : Usta puna zmlje de Mladomir Purisa Djordjevic : Marko
- 2023 : Coffee Wars de Randall Miller : Lars
- 2023 : L'Affaire Vinča Curie (Cuvari formule) de Dragan Bjelogrlic : Dragoslav
- 2024 : 48 Hours and 1 Minute de Sonia Alexa et Michael Thyer : Vukasin Balsic
- 2024 : Wild Urge de Sharon Bar-Ziv : David
- 2024 : Libre de Mélanie Laurent : Steve

### Télévision
- 2003 : Belgrade 011 (011 Beograd) de Michael Pfeifenberger : Zeljko
- 2004-2006 : The Dollars Are Coming (Stižu dolari (sh)) de Sinisa Pavic (sh) : Danilo Šćepanović
- 2008 : My Cousin from the Village (Moj rođak sa sela) de Marko Marinković (hr) : rôle non défini[2]
- 2009 : Besa de Srdjan Karanovic : Porucnik Jevrem
- 2016 : Braquo, saison 4, épisode 7 de Frédéric Jardin : François Holin
- 2016 : Cannabis de Lucie Borleteau (mini-série) : Mirko

### Clip
- 2011 : La Fille de l'après-midi d'Élodie Frégé

### Théâtre
- 2012 : La Rose tatouée de Tennessee Williams, mise en scène Benoît Lavigne, Théâtre de l'Atelier, Paris.

## Distinctions
- 2007 : Nomination au César du meilleur espoir masculin pour La Californie.